# Gianfranco Chiavacci
Gianfranco Chiavacci (Cireglio, 1º dicembre 1936 – Pistoia, 1º settembre 2011) è stato un artista italiano. che si è interessato di codice binario, bit e reti logiche in arte.

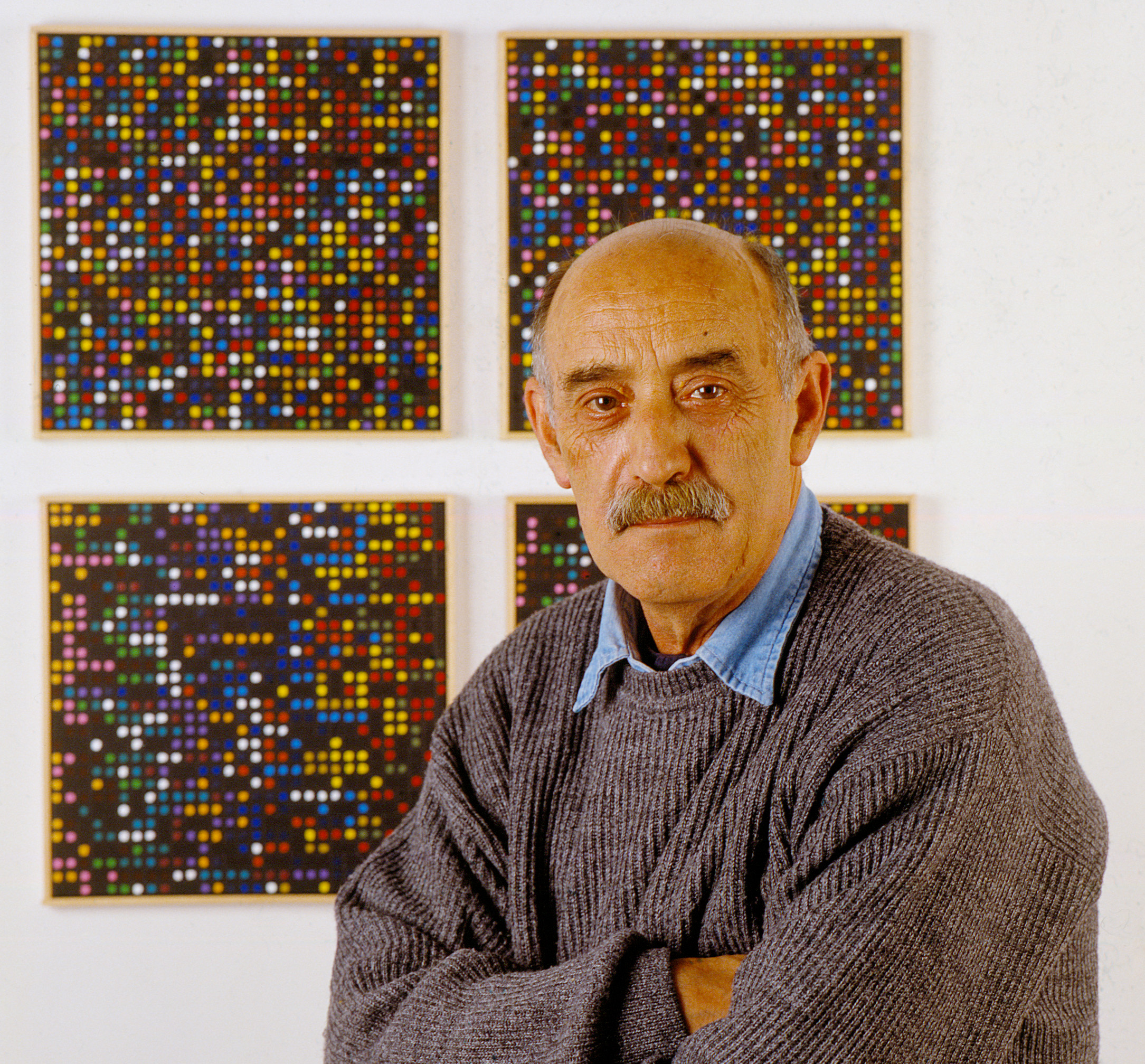
Gianfranco Chiavacci

La sua ricerca artistica sperimentale comprende alcune migliaia di lavori, che contemplano la pittura, realizzata con eterogenee tecniche classiche e sperimentali, opere tridimensionali vicine alla scultura, sperimentazioni materiche, interessanti opere fotografiche, piccoli libretti a diffusione limitata, episodi classificabili come mail-art. È vasta e interessante anche la produzione dei testi teorici presentati autonomamente o in occasione di esposizioni personali.
La sua ricerca nell'ambito dell'astrattismo e del secolare rapporto tra arte e pensiero scientifico ne fanno un artista interessante ed emblematico nella situazione culturale italiana della seconda metà del secolo scorso.
Particolarmente ricca di spunti è anche la ricerca fotografica che durerà fino a metà degli anni Ottanta, e che si svolge interna a quella pittorica. La produzione fotografica di Gianfranco Chiavacci comprende non solo riflessioni concettuali sui procedimenti fotografici ma anche ricerche sul movimento dell'oggetto nello spazio, sul colore e sulla definizione di tempo: tutto questo in sintonia con le riflessioni di quegli anni.

## Biografia
Il padre Attilio e la madre Virgiliana erano titolari di una sartoria a Cireglio, paese di montagna dove egli passa l'infanzia. È proprio grazie al lavoro del padre che si avvicina fin da subito all'idea di progettualità e di misura.
Nel 1944 la famiglia Chiavacci è costretta a lasciare la casa di Cireglio per i bombardamenti lungo la linea gotica; solo dopo la liberazione si trasferiscono nel quartiere di Porta al Borgo a Pistoia, dove Gianfranco frequenta l'istituto tecnico commerciale Filippo Pacini, diplomandosi in Ragioneria. Grazie alla formazione scolastica di tipo matematico, sviluppa un interesse per le discipline tecniche e scientifiche. Il 1º settembre 1956, appena diplomato, viene assunto alla Cassa di Risparmio di Pistoia.
Proprio in questo periodo inizia a sviluppare la passione per l'arte, visitando luoghi storici della città e programmando visite agli Uffizi.

### Primi anni
Le sue prime opere risalgono alla prima metà degli anni Cinquanta, rivelando l'attenzione dell'artista per il clima informale di quegli anni e per l'astrattismo internazionale, di cui viene a conoscenza tramite cataloghi e riviste. Successivamente, Gianfranco Chiavacci inizia ad interessarsi all'arte optical e programmata.
Da questo momento inizia a frequentare vari ambienti artistici toscani, entrando in contatto anche con Vasco Melani, direttore del Museo Civico pistoiese. A Firenze frequenta la Strozzina e la Galleria Numero, approfondendo in particolare l'arte astratta. Inoltre, già dal 1954, periodo in cui andava a trovare la sorella a Roma, vede le prime mostre d’arte contemporanea alla Galleria Nazionale d’Arte Moderna e Contemporanea: nel 1958 Jackson Pollock e poi Piet Mondrian.
Nello stesso anno, con un gesto plateale a segnare una svolta decisiva, l'artista decide di distruggere tutti i lavori precedenti, bruciandoli, per poter ricominciare da capo con un lavoro più maturo.

### Anni Sessanta
Nel 1962, per poter acquisire una formazione e le competenze necessarie nel mondo del lavoro, inizia a frequentare i corsi IBM per programmatore e operatore, prima a Milano e poi a Roma e Firenze. Scopre così il codice binario, la scheda perforata e il concetto di bit che lo introducono al pensiero scientifico, e che dettano i primi tentativi di mutare il linguaggio informatico in pittura.
A partire da questa illuminante esperienza, inizia ad avvicinarsi all'arte visuale e cinetica e ai suoi esponenti, conosciuti soprattutto alla galleria Numero di Fiamma Vigo a Firenze.

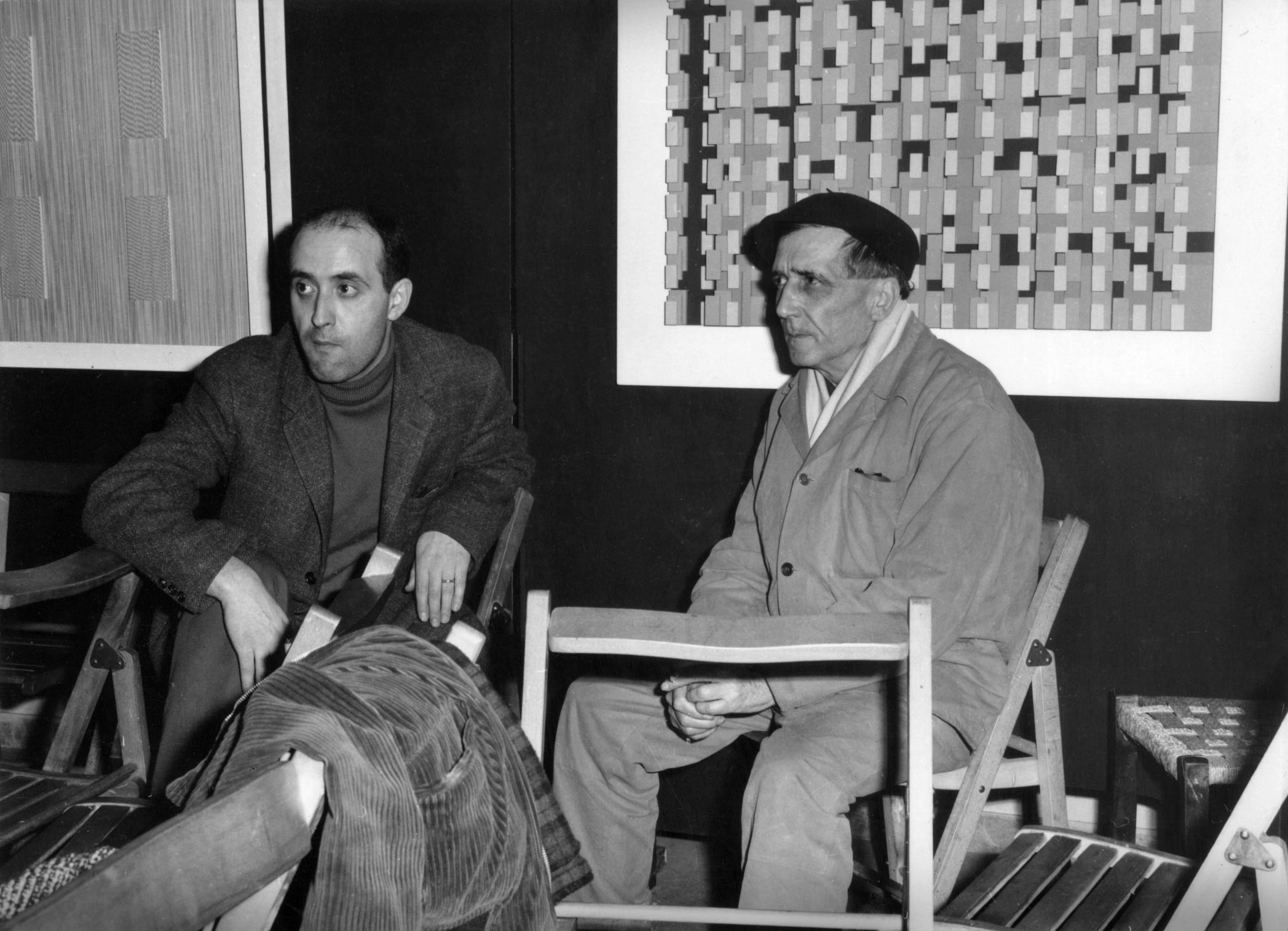
Gianfranco Chiavacci e Fernando Melani nel 1967 alla galleria Numero di Fiamma Vigo a Firenze.

Intraprende così una sperimentazione artistica basata sul linguaggio binario degli elaborati elettronici, cui si affianca un pensiero teorico. Ciò trova applicazione già nei primi lavori del 1963, dove la binarietà viene definita dall'artista stesso come ‹‹logica a due stati›› e come un processo strumentale per creare e indagare il mondo formale attinente alla bidimensionalità. L’artista non usa mai la macchina informatica per la produzione delle opere ma solo la logica binaria a essa inerente come processo logico-esecutivo; quindi il suo interesse non è per la tecnica ma per il pensiero che la sostiene.
Da questo momento ha incontri determinanti per la produzione delle sue opere. Fondamentale è il rapporto di amicizia e collaborazione con il conterraneo Fernando Melani, conosciuto in occasione della sua personale al Circolo di Cultura a Pistoia e con il quale esordirà a Firenze nella galleria Flog nel 1965. A Pistoia frequenta anche Donatella Giuntoli e il critico Claudio Popovich, mentre a Firenze conosce Carlo Cioni, pittore astratto, Paolo Masi, l’architetto Micci, Giuseppe Chiari e François Morellet.
Il punto d’incontro era sempre la Galleria Numero di Fiamma Vigo, dove Gianfranco Chiavacci farà anche la sua prima mostra personale nel 1967.

### Anni Settanta
Negli anni Settanta inizia a frequentare la Galleria Sincron a Brescia e lo spazio Ti.Zero a Torino in occasioni espositive incentrate sui linguaggi artistico-tecnologici. In quest’ultima, nel 1973, Gianfranco Chiavacci tiene una mostra personale dove presenta ufficialmente la sua Binarietà, come lui stesso definirà “la grammatica con cui elaboro il mondo”, abbinando alla mostra un primo tentativo di fornire le corrette chiavi di lettura della sua ricerca artistica. Questo decennio si rivelerà particolarmente prolifico. Iniziate negli ultimi anni del decennio precedente, le ricerche fotografiche si intensificano fra il 1971 e il 1973 nel tentativo di utilizzare il mezzo fotografico in modo non convenzionale. Per Gianfranco Chiavacci la fotocamera non è altro che una macchina atta a registrare un fenomeno luminoso. Così la ricerca inizia proprio nel testare i limiti della macchina sottoponendola a degli input luminosi predefiniti dall'artista stesso. Ne scaturisce un vasto corpus di opere fotografiche astratte che sfoceranno negli anni successivi a una serie di sperimentazioni concettuali sul mezzo fotografico. In seguito a queste esperienze si consolida l'intuizione che la fotografia è tridimensionale, in quanto risultato dell'erosione di uno strato di gelatina di sali d’argento dovuto all'azione combinata di luce e agenti di sviluppo. Queste riflessioni, nel decennio successivo introdurranno, nella sua ricerca binaria, un ulteriore spunto di indagine. Parallelamente in pittura prosegue il periodo che l'artista stesso definisci "della certezza binaria" che pur con ripetuti tentativi di introdurvi delle variabili per testarne la solidità sembra resistere. Questa solidità teorica inizia ad incrinarsi con alcune opere del 1979, ma è nei decenni successivi che questo evolversi della ricerca darà ulteriori frutti.

### Anni Ottanta
Dalle riflessioni in fotografia la ricerca artistica di Chiavacci si arricchisce di una rinnovata sensibilità materica, che lo porterà a percepire la pittura come materia applicata su una superficie. Quel concetto di tridimensionalità fotografica, appena accennato sul finire del decennio precedente, porta alla realizzazione delle sculture fotografiche e alla tridimensionalità binaria, che caratterizzerà da ora in poi tutta la sua produzione artistica. Se gli anni settanta sono gli anni della certezza binaria, gli anni ottanta iniziano e il decennio successivo sono certamente gli anni della maturità. A partire dai primissimi anni di questo decennio scopre un nuovo materiale, l'impasto di segatura con colore e colla vinilica. Questa sorta di surrogato pittorico della gelatina fotografica diventerà per tutti gli anni ottanta l'elemento ricorrente della sua ricerca. Fra gli appunti dell'artista si fa un interessante parallelismo: “Viene avvertita immediatamente la congruenza di questo materiale (la segatura di legno, uniforme nella sua microdifformità, risultante da un processo di frantumazione, di dissoluzione della macrocorporeità, vera e propria grana, come la sabbia, ma prodotta in artificiale) con la binarietà, frantumazione controllata dello spazio bidimensionale. Va tuttavia precisato che l'uso di questo materiale inerte proviene dal lavoro e dalle ricerche eseguite a partire dal concetto di scultura fotografica.”
Queste speculazioni sulla tridimensionalità binaria e fotografica trovano il ricongiungimento nel Primo elaborato con plasticità binaria del 1984. Dal suo diario di lavoro del 5 gennaio scrive a proposito di quest’opera: “L'attenzione allo spessore, già quello della gelatina sensibile di un negativo fotografico, sta fruttificando. Trovare lo spessore, il sopra/sotto della spazialità binaria. Ho riflettuto oggi su un aspetto del mio lavoro, che, pur mutate le referenze, penso sia comune a tutti gli sperimentatori autentici: la Binarietà è la sintassi con la quale elaboro il mondo.“
E ancora dal suo diario di lavoro del 25 gennaio 1984: “Ho terminato l'opera. Sono abbastanza soddisfatto. Ho raggiunto un grado di complessità dinamica. L'opera ha una certa aria di 'classicità'. Equilibrio laborioso?  Terminato questo devo finire la scultura binaria. Poi mi dedicherò alla fotografia.”

### Anni Novanta
Gli anni Novanta sono segnati da significative partecipazioni espositive: a Pistoia è presente nel 1990 alla mostra Occasioni e labirinti, nelle Sale affrescate del Palazzo Comunale, e nel 1997 partecipa a Proiezione d’arte, alla Fortezza di Santa Barbara. Nel 1994 a Perugia presenta la personale Limiti presso Opera. Nel 1995 e nel 1997 apre il proprio studio al pubblico mostrando il lavoro degli ultimi anni nella sua complessità e presentando l'opera Progetto Fenoma Umano, che nasce dall'idea di fare, come Dulbecco per il Progetto Genoma Umano che indica l'elemento di base dei processi fenomenici, una serie di trenta piccole opere su cartoncino in cui viene esplicitato l'uso dei materiali utilizzati durante il lavoro di una vita.

### Anni duemila
Nel 2001 e 2004 è presente alle mostre Abitanti e Sonde organizzate a Palazzo Fabroni a Pistoia e nel 2011 inizia la collaborazione con la Galleria Die Mauer di Prato, con la personale 1970 presso Lato di Luca Gambacorti. Dal 2018 la sua ricerca arriva negli Stati Uniti grazie alla collaborazione con la Sous Les Etoiles Gallery di New York.

## La binarietà
Chiavacci ha fortunatamente lasciato numerose testimonianze scritte delle sue teorie, consapevole che in futuro i suoi scritti sarebbero stati utili per comprendere l'elaborazione del suo lavoro. La prima impostazione della sua ricerca sperimentale sulla binarietà risale al 1963, ma il punto di arrivo si ha nel 1980 quando decide di lasciare una traccia del suo approfondimento teorico in uno scritto intitolato La binarietà e lo spazio bidimensionale: analisi di una ricerca sperimentale in arte. Successivamente, nel settembre del 1993, l'artista decide di arricchire le teorie esposte nel primo saggio con un nuovo scritto intitolato Evoluzione della binarietà, dove analizza il proseguimento del suo lavoro dal 1979 al 1993. Quest’ultimo testo dattiloscritto esiste solo in tre esemplari, di cui uno appartenente a Bruno Corà, ed è completo di fotografie in bianco e nero.
La genesi delle sue teorie sta nella convinzione che un lavoro artistico non possa essere soltanto visivo, ma abbia la necessità di essere ‘letto’. Citando dal suo Diario di Lavoro: «La lettura conduce alla scoperta delle zone genetiche e dei frutti, conduce all’assaporamento dei miracoli ed alla desolante solitudine del deserto, del non essere, nel possibile essere non attualizzato».
Un punto di svolta nell'arte di Chiavacci si ha nel 1962, quando l'artista passa da uno stile astratto non figurativo a uno logico, giustificando tale passaggio con una ricerca di sintesi. Davanti a una realtà dove le forme si evolvono continuamente e incessantemente, l'artista trova il modo per affrontarla con armi potenzialmente totali e univoche: le forme geometriche. In questo momento si stabilisce anche una distinzione tra ciò che è ‘composizione’, cioè ciò che risponde a esigenze compositive, e ciò che viene definito come ‘elaborato’, che risponde a esigenze logiche.
Perciò il lavoro di Chiavacci parte proprio dal sistema binario, ovvero da un procedimento logico matematico a due stati - aperto/chiuso, SI/NO, 1/0 - dove l'elemento binario può essere presente oppure assente, comportando quindi una scelta.
La domanda posta dalla scelta dello stato della binarietà è alla base di tutto il procedimento logico che egli si pone. Essa deve essere vista come un'unità cellulare che può mutare all'interno di uno spazio bidimensionale, cioè la tela, per elaborare un reticolo. Di conseguenza l'accettazione dello spazio bidimensionale, in quanto tale e indispensabile, offre l'input funzionale alla binarietà.
Da questo momento inizia un processo di ‘mutazione’, cioè una trasformazione analogica dei dati elaborati per la creazione dell'opera. La prima fase di questo processo è l'attribuzione di caratteri formali, definita appunto ‘formalizzazione’, che lavora come encoding e cui corrisponde un conseguente decoding. La codifica dei caratteri, quindi il passaggio da un contenuto teorico a una nuova forma, avviene nell'unione delle specificità articolatorie degli elementi primari, cioè nell'unione di presenza/assenza e orizzontalità/verticalità, evidenziando nel codice la caratteristica dell'elemento che si vuole considerare.
In sintesi è la binarietà che offre la formalizzazione della bidimensionalità. Concluso questo processo si ottiene una condizione ottimale dello spazio per effettuare una sperimentazione articolatoria controllabile.
Successivamente si dà una misura modulare allo schema combinatorio dove è possibile effettuare la scelta tra quattro alternative: presenza, assenza, verticalità e orizzontalità. Questa esigenza viene soddisfatta dal bit spaziale, rappresentato come un doppio quadrato, individuato fin dagli inizi del suo lavoro come il simbolo di una chiarezza emotiva assoluta. L'individuazione di questo elemento binario permette di riorganizzare il reticolo come un reticolo binario.
Successivamente Chiavacci cerca di tradurre la presenza dei bit in chiave tridimensionale.
La binarietà è all'origine di ogni sperimentazione artistica di Chiavacci e viene sempre evidenziata e resa visibile in ogni struttura ed elaborato. In quest’ottica l'operare artistico, pur dando l'impressione di essere il lavoro di una macchina, esprime esclusivamente il punto di vista soggettivo dell'artista e le sue scelte di elaborazione. Quindi le opere binarie di questo artista rivelano il proprio potenziale in ogni singolo atto creativo, mettendo in atto una realtà nascosta e nuova per il mondo dell'arte.

## Fotografia
La ricerca fotografica di Chiavacci inizia alla fine degli anni Sessanta con le Aerograforme, ovvero oggetti posti sulla superficie pittorica che vengono colorati con l'irroratore agricolo. L'effetto che ne deriva è molto simile alla percezione tridimensionale che possiamo notare nei fotogrammi, cioè all'immagine impressa sulla pellicola fotografica grazie all'azione della luce con la carta fotografica ai sali d’argento, tanto da indurre Chiavacci a sperimentare anche questa forma di espressione artistica. La scelta, probabilmente, deriva dalla possibilità di creare un collegamento tra il mondo pittorico e fotografico.
La stessa binarietà si rispecchia in questo metodo dato che ogni rullino è composto da 12, 24 o 36 fotogrammi, numeri che ci riportano al concetto di gradiente binario e di scelta. Le prime opere in questione cercano proprio uno stretto collegamento con le sperimentazioni pittoriche attraverso la rete o il reticolo binario. Da queste sperimentazioni nasce una curiosità nei confronti del processo di stampa fotografica, dove i negativi e la carta da stampa diventano delle possibili superfici scultoree grazie all'azione della luce e degli acidi. L'intuizione dell'esistenza di una terza dimensione, anche dove non è mai stata presa in considerazione, porta alla sperimentazione della fotografia e della pittura binaria tridimensionale attraverso l'utilizzo di nuovi materiali sulla tela, come la garza, la segatura o i fili di spago e nylon, nonché alla vera e propria opera scultorea. Dagli anni Settanta inizia la vera e propria sperimentazione con la macchina fotografica, che viene considerata semplicemente come un mezzo per registrare fenomeni luminosi predefiniti da Chiavacci.
Successivamente, nel 1977, l'artista espone le proprie idee sulla fotografia nel testo dattiloscritto intitolato Fare Fotografia, in cui sottolinea tutto il suo interesse per la questione dell'immagine, ovvero la riscoperta di alcuni elementi che aveva abbandonato con la ricerca primaria e ritrovati nella fotografia, come la distorsione di un'immagine, la ripetizione meccanica del gesto, la matericità della pellicola fotografica, i processi fisici di sviluppo della stampa e una sorta di perdita di controllo per poter ‘far lavorare’ la macchina fotografica, e infine il concetto d’indefinito e sfocatura.
Se le opere fotografiche della prima metà degli anni Settanta si ispirano all'optical art, Chiavacci aveva iniziato a sviluppare questo tipo di sperimentazione già intorno al 1965, medesimo anno della mostra The Responsive Eye di cui l'artista possedeva il catalogo, scoprendo nuovi materiali come il vetro rigato.
Questo tipo di ricerca si rispecchia nella fotografia con immagini che studiano i concetti di rotazione, sfocatura e, quindi, di movimento. Il vero interesse dell'artista, in questo caso, non è creare qualcosa di affascinante o con un fine estetico, ma risiede nella capacità della macchina fotografica di renderlo possibile: «L’immagine si replica e si moltiplica aprendo un baratro infinito di possibilità, tutte plausibili poiché i postulati le rendono tali»
La fotografia di Chiavacci nasce dall'improvvisazione, elemento che gli permette di giungere anche a nuove sperimentazioni sulla binarietà, che non gli fornisce un nuovo modo di vedere la realtà ma un nuovo pensiero processuale per cogliere il reale: «Forse, la prima volta per l’occhio, una possibilità di visione intenzionale di zone e fenomeni evanescenti perché ai bordi». Da questo momento iniziano a diventare rilevanti elementi come i bordi, poi sperimentati sulla tela con la teoria binaria negli anni Duemila.

## L'amicizia con Fernando Melani
L'incontro con l'artista pistoiese Fernando Melani rappresenta un momento importante nella vita di Gianfranco Chiavacci. Egli conosce le opere di Melani fin dal 1960, quando visita la mostra d’arte astratta all'Università popolare a Pistoia. Tuttavia l'inizio del loro rapporto è da far risalire nel 1964, quando Chiavacci ha ventotto anni, in occasione della personale di Fernando al Circolo di Cultura in corso Gramsci a Pistoia. In questo periodo Chiavacci collabora con il Comitato del Circolo, quindi ha la possibilità di aiutare ad allestire la mostra, insieme a Roberto Barni e Gianni Ruffi, e di assistere alla conferenza sull'astrattismo.

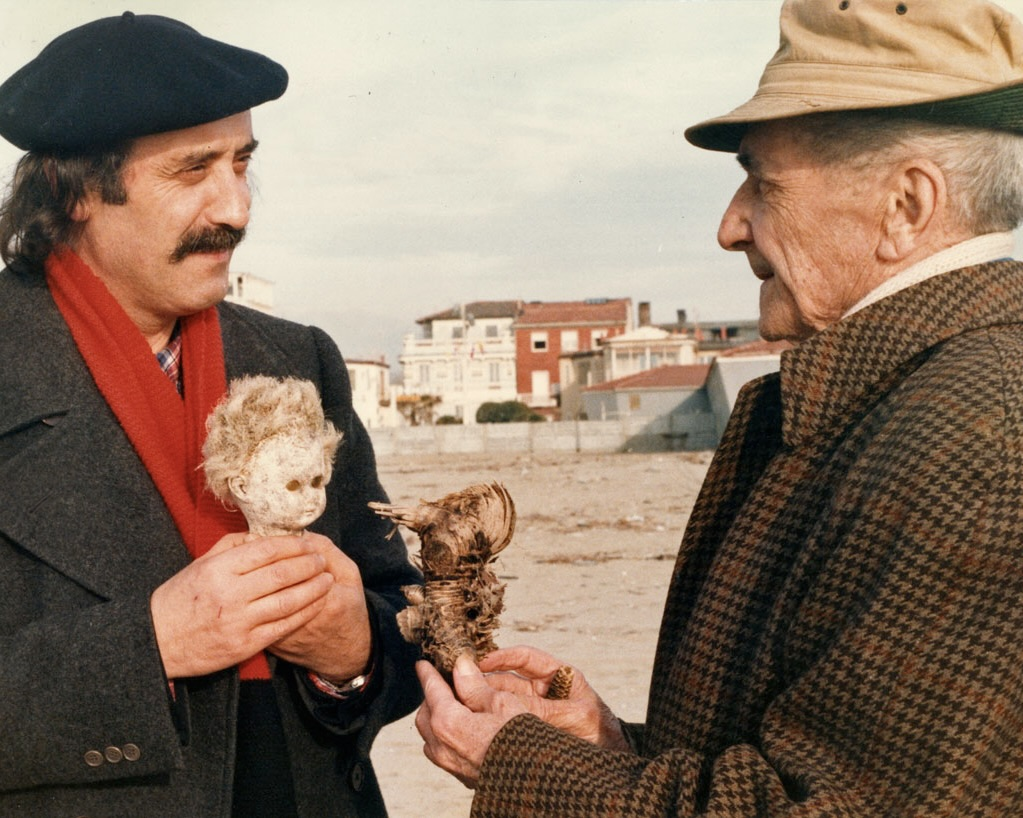
Gianfranco Chiavacci e Fernando Melani in Versilia nei primi anni '80.

Da questo momento la loro collaborazione diventa sempre più profonda, fino ad instaurare una grande amicizia che durerà fino alla morte di Fernando Melani avvenuta il 28 marzo 1985 nella sua casa-studio. L'intensità del loro rapporto, pur essendo personalità molto diverse, è evidente nella condivisione delle teorie artistiche e nel costante confronto tra i loro lavori, visibile durante le mostre a cui collaborano, come quella del 1964 a Firenze, dove parteciparono anche Lupetti, Cioni, Masi e il critico Claudio Popovich. A questa occasione risale una riflessione sulle fasi dell'arte e la ricerca degli elementi per analizzare un'opera d’arte.
La profonda collaborazione artistica tra questi due artisti si riflette nel momento in cui sviluppano l'idea dell'opera d’arte come creazione strettamente collegata alla ricerca scientifica. La loro scommessa di presentare nella piccola città di Pistoia opere che nascano dall'interazione tra arte e scienza, viene vinta, riscuotendo un grande successo. Nelle mostre cui partecipano, come quella del 1965 alla galleria Flog di Firenze, è evidente la presentazione dell'arte come una forma di conoscenza positiva, che va oltre le teorie artistiche del tempo.
Lo stesso Melani afferma che: «Gianfranco non ha molta simpatia per l’alone di mistero - in ogni modo sempre meno fitto - entro cui tanti ancora amano imprigionare i fatti artistici».
Per quest’ultima occasione vengono raccolte nel catalogo le autopresentazioni e le letture delle opere a confronto con quelle degli altri artisti. Melani scrive un testo su Chiavacci in cui appare convinto dell'innovazione riportata da questo giovane artista, svelando la logica nascosta dietro ogni opera derivata dal processo logico e informatico. Egli sottolinea l'importanza di questo ragionamento definendo il percorso dell'amico come «un’ardua impresa o pretesa o forse più probabilmente, la solita plausibile utopia che spesso sollecita gli stimoli più sottili e nascosti della creazione».

## Eventi espositivi dal 1995 ad oggi
- Collaborazione differenziata, Chiavacci, Lupetti, Melani, a cura della sezione culturale Flog, Galleria Flog, 11-25 gennaio 1965, Firenze.
- Piccolo formato, Galleria numero, 2-17 gennaio 1966, Firenze.
- Mostra estate 1966 Internazionale, Galleria numero, 16 luglio – 9 settembre 1966, Firenze.
- Mostra piccolo formato, Galleria numero, 5 - 20 gennaio 1967, Firenze.
- Gianfranco Chiavacci, personale, Galleria numero di Fiamma Vigo, 18 febbraio – 3 marzo 1967, Firenze.
- Gianfranco Chiavacci, personale, Galleria FG, 1-16 giugno 1967, Pistoia.
- Affiches a Bologna, Galleria Quarantadue, giugno 1968, Bologna.
- Mostra provinciale degli artisti pistoiesi, Museo Civico, Sala Ghibellina, 18-30 giugno 1968, Pistoia.
- Mostra mercato d’arte contemporanea, a cura della Galleria numero, Palazzo Strozzi, novembre - dicembre 1968, Firenze.
- Confronto 69, Galleria d’arte contemporanea Sincron, 1 aprile 1969, Brescia.
- 11 giorni di arte collettiva a Pejo ‘69, a cura del centro operativo Sincron, 24 agosto – 3 settembre 1969, Pejo, (Trento).
- I Rassegna Biennale Regionale Arte Figurativa Fortezza Vecchia, Palazzo del Portuale, 19 ottobre – 5 novembre 1969,Livorno.
- II Incontro Post Pejo, Galleria d’arte contemporanea Sincron, 28 marzo - 7 aprile 1970, Brescia.
- Fuoco e Schiuma, a cura del centro operativo Sincron, 18-20 settembre 1970, S. angelo Lodigiano (Milano).
- Incontro Sincron Rimini ‘71, a cura del centro operativo Sincron, Palazzo del Podestà, 3-16 aprile 1971, Rimini.
- Ti.Zero uno. Operazioni estetiche e strutture sperimentali, ti.Zero centro sperimentale di ricerca estetica, giugno 1971, Torino.
- Multipli Sincron 250, Prototipi, Serigrafie, ti.Zero centro sperimentale di ricerca estetica, 14 dicembre 1971 – 15 gennaio 1972, Torino.
- Ricerche plastico-visuali, ti.Zero centro sperimentale di ricerca estetica, 18 gennaio – 19 febbraio 1972, Torino.
- Gianfranco Chiavacci. Binarietà, personale, ti.Zero centro sperimentale di ricerca estetica, 8-26 maggio 1973, Torino.
- A Pistoia anche. Barni, Buscioni, Chiavacci, Coccoli, Donatella, Ghidini, Landini, Melani, Simoncini, Ulivi, La Porta vecchia galleria d’arte contemporanea, 10-22 novembre 1973, Pistoia.
- Grafica / Atto primario. Una verifica 1970/1980. Biagi, Chiavacci, Giovannelli, Simoncini, Tesi, Ulivi, organizzata dal bollettino d’arte “Grapho”, Municipio, Sala consiliare, 26 marzo – 6 aprile 1980, Montecatini terme (Pistoia).
- Por la Paz, Mostra internazionale di Mail Art, a cura del centro operativo Sincron, Università di Santo Domingo, ottobre 1984, Santo Domingo.
- Dell'arte e della vita, generazioni a confronto, a cura di andrea Del Guercio, ex cinema nuovo Giglio, 5-30 luglio 1984, Pistoia.
- IV Omaggio agli Etruschi, internazionale di Mail art, Galleria Sincron, 27 aprile 1985, Brescia.
- Analisi e stile. Gianfranco Chiavacci, Donatella Giuntoli, Giorgio Ulivi, a cura di Siliano Simoncini, Palazzo comunale, ex Centro Marino Marini, 27 gennaio – 11 febbraio 1990, Pistoia.
- Gianfranco Chiavacci. Limiti, personale, a cura di Bruno Corà, opera associazione culturale per le arti visi- ve, 16 maggio – 5 luglio 1994, Perugia.
- Incontro con l’artista: Gianfranco Chiavacci, a cura di Bruno Corà e Aldo Iori, accademia di Belle arti ‘Pietro Vannucci’, 16 maggio 1994, Perugia.
- Nello studio, Opere recenti, personale, Studio di Gianfranco chiavacci, 14 maggio – 18 giugno 1995, Pistoia.
- Fernando Melani (e gli amici di Fernando Melani): Barni, Berti, Beragnoli, Castellani, Chiari, Chiavacci, Fabro, Giuntoli, Landini, Nigro, Paolini, Pistoletto, Ranaldi, Ruffi, Simoncini, Ulivi, Galleria Vannucci, 12 aprile – 31 maggio 1996, Pistoia.
- Nello studio & Progetto Fenoma Umano, personale, Studio di Gianfranco chiavacci, 31 maggio – 30 giugno 1997, Pistoia.
- Proiezioni d’Arte, Alleruzzo, Biagi, Chiavacci, Dami, Mei, Papotto, Ulivi, a cura di Marco Bazzini, Palazzo fabroni arti visive contemporanee, Fortezza di Santa Barbara, 19 settembre – 19 ottobre 1997, Pistoia.
- Abitanti / Arte in relazione, a cura di Marco Bazzini, Bruno Corà, Mauro Panzera, Palazzo Fabroni arti visive contemporanee, 14 ottobre – 16 dicembre 2001, Pistoia.
- Fiamma Vigo e Numero, Una vita per l’arte, a cura di Maria Grazia Messina e Rosalia Manno Tolu, archivio di Stato, 7 ottobre – 20 dicembre 2003, Firenze.
- Preziose carte. Un viaggio nei libri d’artista, a cura di Paolo tesi, Museo civico Pinacoteca Crociani, Salone di Palazzo Ricci, 13 dicembre 2003 – 21 marzo 2004, Montepulciano (Siena).
- Gianfranco Chiavacci, Personale, Galleria Vannucci, 20 dicembre 2003 – 31 gennaio 2004, Pistoia.
- Sonde / 10 anni con gli artisti a Palazzo Fabroni, a cura di Bruno Corà e Mauro Panzera, Palazzo fabroni arti visive contemporanee, 17 gennaio – 14 febbraio 2004, Pistoia.
- Gianfranco Chiavacci, Personale, a cura della Galleria Vannucci, arcadia, 30 aprile – 13 maggio 2005, Pistoia.
- Quasi Pagine. libro d’artista libro oggetto libro ambiente, a cura di Paolo tesi, Biblioteca San Giorgio, 23 aprile – 16 giugno 2007, Pistoia.
- Gianfranco Chiavacci, personale, a cura di Aldo Iori, Sale affrescate
- del Palazzo comunale e Palazzo Azzolini, 23 novembre 2007 – 3 febbraio 2008, Pistoia.
- Gianfranco Chiavacci, personale, Mac, n, 7-29 giugno 2008, Monsummano terme (Pistoia).
- Gianfranco Chiavacci, personale, Palazzo Achilli, 7-31 agosto 2008, Gavinana (Pistoia).
- Gianfranco Chiavacci, personale, Polo tecnologico, 19 settembre – 5 ottobre 2008, Quarrata (Pistoia).
- Gianfranco Chiavacci, personale, Palagio, 17 ottobre – 5 novembre 2008, Pescia (Pistoia).
- Gianfranco Chiavacci ‘1970’, Lato, in collaborazione con Die Mauer arte contemporanea, 9-30 aprile 2011, Prato.
- Gianfranco Chiavacci, mostra personale, Banca iPiBi, in collaborazione con Die Mauer arte contemporanea, 28 maggio – 28 giugno 2011, Pistoia.
- Gianfranco Chiavacci – Ricerca Fotografica, a cura di Angela Madesani e Aldo Iori, Milan image art fair 2012, in collaborazione con Die Mauer arte contemporanea, 4-6 maggio 2012, Spazio Superstudio Più, Milano.
- Binaria, mostra a cura di Gianluca Marziani e Piergiorgio Fornello, Palazzo Collicola arti visive, 29 giugno - 29 settembre 2013, Spoleto.[6]
- Fotografia Totale, mostra a cura di Valerio Dehò, Palazzo Fabroni arti visive contemporanee, 8 dicembre 2013 - 9 febbraio 2014, Pistoia.
- Trenta capolavori di Gianfranco Chiavacci, Die Mauer arte contemporanea, Prato, 2014.
- Gianfranco Chiavacci | François Morellet: rigorosi, rigolards… a cura di Alessandro Gallicchio, Galleria Die Mauer e Artforms, Prato, 18 settembre al 17 novembre 2015.[7]
- Gianfranco Chiavacci 1967 mostra dedicata al riallestimento di un nucleo di opere esposte nella prima personale di Chiavacci alla galleria Numero di Firenze nel febbraio del 1967, Galleria Die Mauer, Prato, 19 marzo - 30 aprile 2016.
- Wopart Lugano, Die Mauer arte contemporanea, Lugano settembre 2016.
- Senza titolo, la pittura come modello, a cura di Saretto Cincinelli e Cristiana Collu, Casa Masaccio, San Giovanni Valdarno, novembre - dicembre 2016.
- Chiavacci, Gori, Turco, uno spazio tre personali Die Mauer arte contemporanea, Prato, ottobre 2016.
- Fotofever 2016, Die Mauer arte contemporanea, novembre 2016.
- Mia Photo Fair Milano, Die Mauer arte contemporanea, Milano marzo 2017.
- Fotofever 2017, Die Mauer arte contemporanea, Parigi, novembre 2017.
- Art Miami 2017, Sous Les Etoiles Gallery, Miami dicembre 2017.
- The Photography Show, Sous Les Etoiles Gallery, New York aprile 2018.
- Gianfranco Chiavacci - Eric Michel, mostra bipersonale a cura di Marie Cordie Levy, Die Mauer arte contemporanea, Prato giugno 2018.
- Expo Chicago 2018, Sous Les Etoiles Gallery, Chicago settembre 2018.
- Gianfranco Chiavacci, Works: 1957 - 2005, mostra personale, a cura di Corinne Tapia, Sous Les Etoiles Gallery, New York settembre - dicembre 2018.
- Binary/Non binary, a cura di Shiva Lynn Burgos, Georg Bak e Alisa Phommahaxy, Gestye Paris, Parigi novembre - dicembre 2018.
- Art Miami 2018, Sous Les Etoiles Gallery, Miami dicembre 2018.
- Painting with Light, Yossi Milo Gallery, New York, gennaio – febbraio 2019.
- Paris Photo 2019, Die Mauer arte contemporanea, Prato, Sous Les Etoiles Gallery, New York. Parigi novembre 2019.
- Art Miami 2019, Sous Les Etoiles Gallery, Miami dicembre 2019.
- Modern and Contemporary Palm Beach 2020, Sous Les Etoiles Gallery New York, Los Angeles, gennaio 2020.
- Gianfranco Chiavacci Anni '80, Studio 38 Gallery, Pistoia, gennaio 2020.
- Pistoia Novecento, Sguardi sull’arte dal secondo dopoguerra, a cura di Alessandra Acocella, Annamaria Iacuzzi, Caterina Toschi, Fondazione Pistoia Musei, Pistoia 2020.[8]
- Gianfranco Chiavacci, Binary Sequences, exclusive online exhibition Sous Les Etoiles Gallery, New York, ottobre, 2020.[9]
- Grand reopening, Summer Show, June 29 - August 27, 2021 mostra collettiva con gli artisti: Carolle Benitah, Julie Boserup, Richard Caldicott, Gianfranco Chiavacci, Luuk de Haan, Jean-Pierre Laffont, Andreas Gefeller, Georges Rousse, Marleen Sleeuwits, Harvey Stein. Sous Les Etoiles gallery, New York.
- Paris Photo, Grand Palais Éphémère, Parigi, Die Mauer arte contemporanea, Novembre 2021.
- The Phair, Torino esposizioni, 27-28-29 maggio 2022, Torino.
- Photo Basel, International Art Fair dedicated to Photography, Die Mauer arte contemporanea, 13-18 giugno, Volkshaus, Basilea.
- Mouvement / Hommage à Denise René, a cura di Domitille d’Orgeval e Denis Kilian, Bonisson Art Center, 8 Ottobre 2022
- Paris Photo, Grand Palais Éphémère, Parigi, Die Mauer arte contemporanea, Novembre 2022.
- Arte Fiera - fiera d’arte moderna e contemporanea, Bologna, Die Mauer arte contemporanea, Bologna Fiere, 3-5 Febbraio 2023.
- Palm Beach modern+contemporary art fair, Sous Les Etoiles Gallery, Miami, Marzo 2023.
- The Phair, Photo Art Fair, Torino Esposizioni, Die Mauer arte contemporanea, 5-6-7 Maggio 2023.
- Paris Photo, Die Mauer arte contemporanea 9 - 12 novembre 2023, Grand Palais Éphémère Parigi.
- Petits théâtres-cinés-poèmes, Séquences Photographiques, una selezione di fotografie dalla collezione di Madeleine Millot-Durrenberger, Strasburgo, maggio 2024.
- Chiavacci e Melani, arte tra binarietà e particelle, a cura di Bruno Corà. Museo del Novecento e del Contemporaneo di Palazzo Fabroni, Pistoia, dal 9 maggio al 28 settembre 2025.